# Michel Remue
Michel Remue (Dikkelvenne, 25 de octubre de 1919 - 2 de marzo de 1983) fue un ciclista belga que fue profesional entre 1938 y 1952. Durante estos años consiguió 19 victorias. El mejores resultados serían la victoria al Circuito de las Ardenes flamencas y un tercer lugar en la Gante-Wevelgem.

## Palmarés
- 1944
  - 1º en Aaigem
  - 1º en Gavere
- 1945
  - 1º en Eksaarde
- 1946
  - 1º en la Ronde van Oost-Vlaanderen
  - 1º en la Ronde van West-Vlaanderen
  - Vencedor de una etapa al Tour del Oeste
- 1947
  - 1º en el Gran Premio de la villa de Zottegem
  - 1º en el Circuito de las Ardenes flamencas
  - 1º en Eke
  - 1º en Sint-Lievens-Houtem
  - 1º en Aaigem
  - 1º en Huise
  - 1º en Schellebelle
  - 1º en el Stadsprijs Geraardsbergen
  - 1º en Zingem
- 1948
  - 1º en Asper
  - 1º en Deinze
  - 1º en Gistel
- 1949
  - 1º en la Omloop Mandel-Leie-Schelde
  - 1º en Sint-Andries
- 1950
  - 1º en Steenhuize-Wijnhuize